# Русские в Австралии
Первым российским подданным, поселившимся в Австралии на постоянной основе, считается белорусский поляк Джон Потоцкий (англ. Joseph Potaski), который прибыл в город Хобарт 18 февраля 1804 года. Арестованный в Англии, он был приговорён к каторжным работам на острове Тасмания. Согласно собственным рассказам Потоцкого, которые были собраны русским вице-адмиралом Андреем Лазаревым в 1820 году, он служил в русской армии при Александре I. В 1810 году Потоцкий был освобождён британскими властями и поселился в Хобарте на постоянной основе. К 1820 году в городе проживало четыре русскоязычные семьи, состоявших из бывших заключённых.
В период между 1878—1886 годами в Сиднее жил и работал известный русский антрополог и этнолог Николай Николаевич Миклухо-Маклай. При поддержке председателя Линнеевского общества Нового Южного Уэльса, У. Маклея, Миклухо-Маклай реализовал здесь идею строительства Австралийской зоологической станции. В сентябре 1878 года предложение Миклухо-Маклая было одобрено и в заливе Уотсон-Бэй по проекту сиднейского архитектора Джона Киркпатрика начато строительство станции, которая получила название Морской биологической станции.

## Первые визиты русских военных кораблей
16 июля (7 июля по старому календарю) 1807 года российский шлюп «Нева» под командованием лейтенанта Леонтия Андриановича Гагемейстера причалил к берегу залива Порт-Джексон. Пополнив съестные припасы и познакомившись с губернатором Нового Южного Уэльса Уильямом Блайем, команда корабля продолжила своё плавание в Русскую Америку. Считается, что этот визит стал началом формальных отношений между австралийскими колониями и Россией.
Контакты продолжились в 1820 году, когда Порт-Джексон посетили российские корабли «Восток» и «Мирный» под командованием Михаила Лазарева и Фаддея Беллинсгаузена, которые до этого побывали у берегов Антарктиды. Здесь путешественники пополнили припасы и отремонтировали корпуса судов, такелаж, паруса, кроме того, под руководством астронома экспедиции И. И. Симонова и лейтенанта К. П. Торсона были проведены научные исследования: астрономические наблюдения, описание австралийской флоры и фауны, математические расчёты Голубых гор, исследование местных почв и минералов, этнографические исследования (так, Симонов одним из первых в мировой науке поставил вопрос о происхождении австралийских аборигенов). Впоследствии в Австралии, которая оставалась частью Британской империи, побывало ещё несколько российских кораблей, однако до середины XIX века в ней проживало очень мало русских, украинцев, литовцев, латвийцев, финнов и других эмигрантов из Российской империи.
В последней трети XIX века появилось несколько проектов массового переселения русских в Австралию и на остров Новая Гвинея: в 1876 году — план по переселению в Северную территорию 40 тысяч русскоязычных меннонитов, в 1886 году — план Миклухо-Маклая по созданию колонии в Новой Гвинее, а также переселению в Австралию части духоборов. Тем не менее, ни один из этих проектов не был реализован.
В 1863 году Мельбурн и Сидней посетил русский корвет «Богатырь», появление которого у берегов Австралии вызвало широкую антирусскую кампанию в местных газетах, которые обвиняли членов команды в шпионаже. Причиной этому стали весьма напряжённые отношения между Россией и Британией во второй половине XIX века. В результате политическая и военная элита Австралии рассматривала Российскую империю в качестве потенциального врага, который в случае конфликта с Британией мог нанести удар по австралийским городам и высадить десант на побережье материка. Визиты в 1882 году в Мельбурн других русских военных кораблей, «Африки», «Вестника» и «Пластуна», также вызывали беспочвенные опасения среди австралийцев.

## Иммиграционные волны
До конца XIX века с территории Российской империи в США, Канаду, Аргентину и Бразилию ежегодно эмигрировало до 250 тысяч человек. Австралия же в течение длительного времени не особо привлекала русских поселенцев: в 1890 году в неё въехало всего 300 русских. Однако постепенно численность русских в Австралии росла. Так, согласно данным переписи 1891 года, в ней уже проживало 2881 русских: из них мужчин — 2350 человек, женщин — 531 человек.

### Первая волна (1880—1905 годы)
Начало первой волны переселения русских в Австралию относится к концу XIX —началу XX веков. В это время на материк в основном переселялись русскоязычные евреи с территории Прибалтики и юго-западных окраин Российской империи, спасаясь таким образом от антисемитизма и преследования лиц еврейской национальности. Численность русских на тот момент, согласно переписи населения, приведена в таблице ниже.
| Год переписи                    | 1871 | 1881 | 1891 | 1901 | 1911 | 1921 |
| ------------------------------- | ---- | ---- | ---- | ---- | ---- | ---- |
| Численность русских в Австралии | 720  | 1303 | 2970 | 3372 | 4456 | 7659 |

Ко времени образования Австралийского Союза в 1901 году, на территории страны проживало 3358 русскоязычных жителей, из них подавляющее большинство было зарегистрировано в Новом Южном Уэльсе (1262 человека).

### Вторая волна (1905—1917 года)
Вторая волна потока переселенцев с территории России относится к межреволюционному периоду, то есть между Революцией 1905—1907 годов и Февральской революцией 1917 года. Основными переселенцами в эти годы были противники монархического режима, а также дезертиры, которые не желали служить в вооружённых силах Российской империи. Основными факторами, которые способствовали переселению русских в Австралию, были поражение России в русско-японской войне 1904—1905 годов, революция 1905—1907 годов, столыпинские реформы. По донесениям российского генерального консула в Австралии князя А. Абазы, в Австралию в этот период ежемесячно прибывало 90—150 русских из Сибири и Дальнего Востока, 20—30 человек из европейской части и столько же русских из Канады и США. Переселялись преимущественно коренные русские (сибиряки).
Хотя в этот период в Австралию переселилось большое количество русских, спасавшихся от воинской повинности, в годы Первой мировой войны многие из них принимали участие в военных действиях в различных частях мира в составе австралийских войск.

### Третья волна (1917—1939 года)
В период между 1917 и 1922 годами австралийское правительство ввело запрет на иммиграцию из России в связи с Октябрьской революцией и Гражданской войной. Однако сразу же после его снятия в Австралию направился очередной поток русских поселенцев, в основном представителей белого движения (среди них было много казаков), которые добирались до далекого материка преимущественно из Китая (60 % потока русских иммигрантов). За период с 1920 по 1940 года в страну въехало 4711 русских, при этом выехало 2563 человек (то есть на тот момент в Австралии осело 2148 русских, которые в основном занимались тяжёлым физическим трудом и могли рассчитывать только на самое низкое положение в обществе). Основным же центром русской иммиграции был штат Квинсленд (почти 40 % русских в Австралии проживало в Брисбене). Другие крупные центры расселения — Мельбурн и Сидней.
Пик русской иммиграции во время этой волны пришёлся на 1925 год и середину 1930-х годов, когда австралийское правительство в условиях мирового кризиса увеличило квоты на приём иммигрантов.

### Четвёртая волна 1945—1960 года
Четвёртая волна русских поселенцев относится ко времени окончания Второй мировой войны. В конце 1948 года на пароходах в Австралию прибыли первые группы русских эмигрантов из лагерей перемещённых лиц послевоенной Европы, которые не желали высылки в СССР. Основной поток пришёлся на 1949 год. В этом же году прибыла большая группа беженцев из Китая, в основном, из Шанхая и Тяньцзина, которые попали в Австралию через филиппинский лагерь Тубабао. Чтобы выехать из Европы, многие приезжали под видом украинцев или поляков, да и приехавшие из Китая русские тоже не попадали в статистику как русские.
Потоки русских иммигрантов в этот период шли двумя основными путями: из Китая и Дальнего Востока, также из Европы.

### Пятая волна. Современность
Пятая волна относится к 1990-м годам, то есть ко времени распада Советского Союза.
Согласно данным переписи 2006 года в Австралии проживало 15 354 выходца из Российской Федерации. Большинство из них жили в Мельбурне (5407 человек) или Сиднее (5367 человек). Преобладают женщины (62 %), которые переселились в Австралию в основном в 1990-е годы. 67 055 австралийцев во время переписи заявили о своих русских корнях (в 2001 году было 59907). По статистике, около 170 россиян ежегодно переезжают в Австралию.

## Русское телевидение в Австралии
- Еженедельная телепередача «Время Новостей» — выходит на телеканале TVS в Сиднее и на общественном телеканале С31 в Мельбурне.[12]
- Программа «Русский калейдоскоп» — выходит на общественном канале С 31 в Мельбурне.[13]

## Русские газеты и журналы в Австралии
- Еженедельная газета «Единение» — старейшая русская газета в Австралии, издаётся с 1950 года.[14]
- Еженедельная газета «Горизонт» — русская газета в Австралии и Новой Зеландии.[15]
- Еженедельная газета «Время» — русская газета в Австралии. Официальный представитель «Комсомольской правды».